# Arge pagana
Arge pagana is een vliesvleugelig insect uit de familie Argidae. De wetenschappelijke naam werd gepubliceerd in 1798 door Panzer.